# Lijerica
La lijerica (pronunciato lijɛritsa in serbocroato), anche lirica, lijera o vijalo, è uno strumento ad arco piriforme con tre corde utilizzato in Dalmazia e nelle regioni dell'Erzegovina abitate da croati. Deriva dalla lira bizantina e anche la parola lijerica viene da lira (greco: λύρα).

## Storia
La lijerica deriva dalla lira bizantina. La prima testimonianza scritta su una lira ad arco risale al IX secolo ad opera del geografo persiano Ibn Khordadhbeh che, nella sua discussione lessicografica sugli strumenti musicali, cita la lira (lūrā) come uno strumento tipico dei bizantini insieme all'urghun (tipo di organo), allo shilyani (probabilmente un tipo di arpa) e al salandj (probabilmente un tipo di cornamusa).
La lira si diffuse ampiamente attraverso le rotte commerciali bizantine e, insieme al rebab arabo, dette origine agli strumenti ad arco europei. In diverse regioni del mediterraneo vengono tuttora suonate varianti della lira bizantina (la gadulka in Bulgaria, la lira calabrese, la politiki lyra (greco: πολίτικη λύρα, turco: Klasik kemençe o Armudî kemençe) in Grecia e Turchia, la lijerica e vari altri).
Secondo gli autori la lira arrivò sulle coste dell'Adriatico croato intorno alla fine del XVIII secolo, visto che nei lessici e dizionari medievali della zona non è menzionata.
La variante croata della lira si diffuse lungo gran parte della costa e in Erzegovina e prese il nome di lirica nell'area settentrionale e centrale e di lijerica nell'area meridionale intorno a Ragusa. Oggi sopravvive solo in quest'ultima area.

## Diffusione
Nella sua massima diffusione, a cavallo tra XIX e XX secolo, questo strumento era presente in Istria nord-orientale, sulle isole dell'Adriatico settentrionale (in particolare Lussino, Arbe, Selve e Ulbo), su tutte le isole dalmate, nei dintorni di Macarsca, nella valle della Neretva, sul litorale di Ragusa, Sabbioncello, Breno e Canali.
Oggi è in uso solo nell'area del litorale di Ragusa, Breno, Canali, sulla penisola di Sabbioncello, sulle isole di Meleda e Lagosta e nelle regioni dell'Erzegovina abitate da croati.

## Caratteristiche

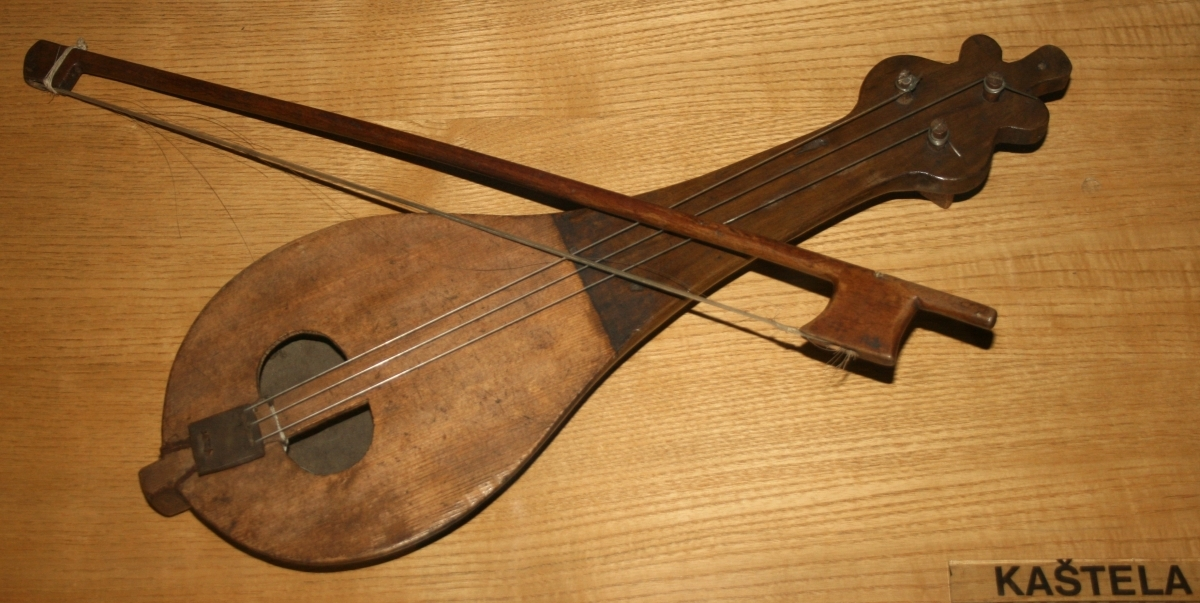
Una lijerica nel museo etnografico di Zagabria

La lijerica è uno strumento con un corpo a forma di pera. La cassa di risonanza e il manico sono scolpiti in un unico pezzo di legno, generalmente di acero o noce. La cassa è coperta dalla tavola armonica su cui vengono praticati due fori di risonanza a forma di D, in mezzo ai quali viene poi posto il ponticello. Le dimensioni dello strumento non sono standard, ma dipendono dal costruttore e dalla zona di utilizzo: sul litorale di Ragusa gli strumenti hanno una lunghezza di circa 50 cm, mentre sulle di isole di Lastovo, Mljet, Hvar sono più comuni strumenti un po' più piccoli. La lijerica ha tre corde delle quali la centrale ha lunghezza maggiore delle laterali ed è la più grave con funzione di bordone, mentre quelle laterali sono accordate una quarta e una quinta sopra la centrale.

## Modo di suonare

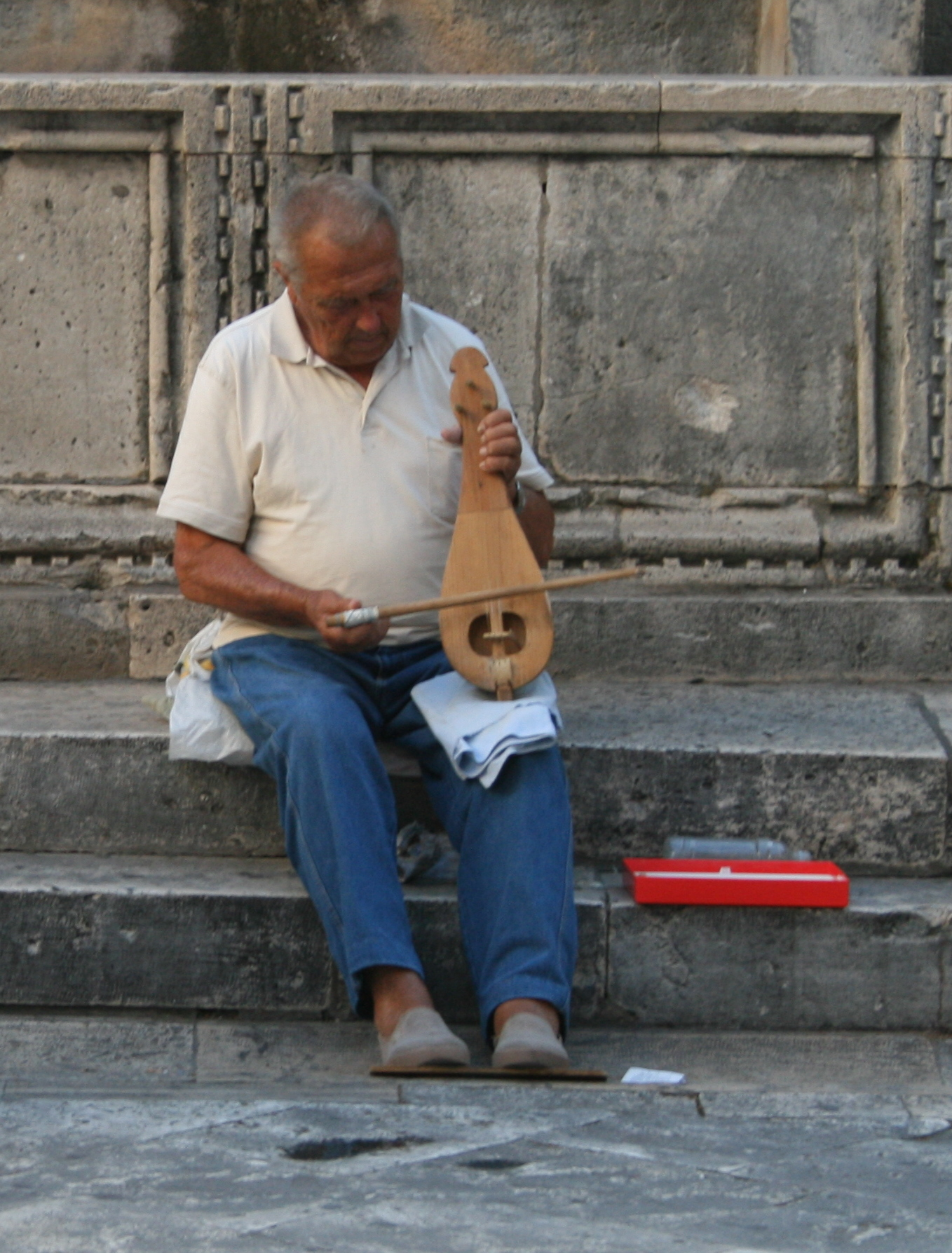
Un suonatore di lijerica a Ragusa

La lijerica si suona generalmente da seduti, tenendo lo strumento in verticale sul ginocchio sinistro e spesso marcando il ritmo con il piede destro. Eccezioni a questo modo di suonare sono rare, per esempio nelle parate carnevalesche a Lastovo, dove la lijerica viene suonata camminando.
Le corde sono messe in vibrazione tramite sfregamento con un archetto e vengono tastate lateralmente con le unghie.
La melodia viene suonata sulla prima corda (la più acuta), quella centrale funge da bordone, mentre la terza corda viene suonata solo occasionalmente. La combinazione di seconda e terza corda produce un accompagnamento fatto da un sottofondo ritmico sincronizzato con il calcio del piede destro.

## Uso
L'utilizzo maggiore è l'accompagnamento delle danze, più raro è l'accompagnamento del canto.
Le danze tradizionali, come kolo o poskočica, sono molto legate alla lijerica, tanto che il kolo di Ragusa viene chiamato anche Linđo dal soprannome del più conosciuto suonatore di Lijerica, Nikola Lale (1843 - 1907).
Anche i balli importati dall'estero con le mode dei vari periodi sono stati interpretati con la lijerica e adattati alle sue caratteristiche esecutive, soprattutto in quei luoghi dove essa è stata per molto tempo l'unico strumento utilizzato.
Sull'isola di Lagosta la lijerica svolge un ruolo insostituibile come guida delle parate carnevalesche. Durante queste parate un posto speciale è occupato dal canto narrativo che viene accompagnato dalla lijerica.